# Stellan Agerlo
Stellan David Lennart Agerlo, ursprungligen Johansson, född 14 september 1920 i Norrköping, död 17 augusti 1987 i Malmö, var en svensk skådespelare.

## Filmografi i urval
- 1938 – Två år i varje klass
- 1938 – Sigge Nilsson och jag
- 1939 – Melodin från Gamla Stan
- 1939 – Filmen om Emelie Högqvist
- 1939 – Adolf i eld och lågor
- 1948 – Flottans kavaljerer
- 1950 – Regementets ros
- 1953 – Fartfeber
- 1955 – Janne Vängman och den stora kometen
- 1955 – Flicka i kasern
- 1958 – Åsa-Nisse i kronans kläder
- 1962 – Åsa-Nisse på Mallorca
- 1963 – Mordvapen till salu
- 1963 – Den gula bilen
- 1964 – Älskling på vift
- 1964 – Åsa-Nisse i popform
- 1969 – Friställd (TV-serie)
- 1971 – Hem till byn (samt 1976)
- 1987 – Vita hästen

## Teater

### Roller
| År   | Roll      | Produktion                                             | Regi             | Teater                   |
| ---- | --------- | ------------------------------------------------------ | ---------------- | ------------------------ |
| 1951 |           | Det hände i Marseille Marcel Pagnol                    | Erik Berglund    | Riksteatern              |
| 1953 |           | Hans nåds testamente Hjalmar Bergman                   | Sandro Malmquist | Skansens friluftsteater  |
| 1954 |           | Farligt uppdrag (Seagulls over Sorrento) Hugh Hastings | Keve Hjelm       | Riksteatern              |
| 1958 | d'Estivet | Sankta Johanna George Bernard Shaw                     | Johan Falck      | Helsingborgs stadsteater |
| 1959 |           | Den jäktade Ludvig Holberg                             | Tore Karte       | Fredriksdalsteatern      |
| 1966 | Ricky     | En enkel man Charles Dyer                              | Hans Råstam      | Fredriksdalsteatern      |
| 1970 |           | Clownen Beppo Else Fisher                              | Richard Bark     | Malmö stadsteater        |
| 1970 |           | Tolvskillingsoperan Bertolt Brecht och Kurt Weill      | Lennart Olsson   | Malmö stadsteater        |
| 1976 |           | Arsenik och gamla spetsar Joseph Kesselring            | Andris Blekte    | Malmö stadsteater        |
| 1981 |           | Blodsbröllop Federico García Lorca                     | Eva Sköld        | Malmö stadsteater        |
| 1986 |           | Vita Hästen Ralph Benatzky                             | Hans Bergström   | Fredriksdalsteatern      |

### Fotnoter
1. ↑  ”Stellan Agerlo”. Svensk Filmdatabas. http://www.sfi.se/sv/svensk-filmdatabas/Item/?type=PERSON&itemid=60374&ref=%2ftemplates%2fSwedishFilmSearchResult.aspx%3fid%3d1225%26epslanguage%3dsv%26searchword%3dstellan+agerlo%26type%3dPerson%26match%3dBegin%26page%3d1%26prom%3dFalse. Läst 17 september 2012.
2. ↑  Age (30 maj 1951). ”Tre regissörer i samma pjäs”. Dagens Nyheter:  s. 32. http://arkivet.dn.se/tidning/1951-05-30/142/32. Läst 15 mars 2017.
3. ↑  ”Skansenteatern”. Leopolds antikvariat. Arkiverad från originalet den 28 mars 2016. https://web.archive.org/web/20160328020221/http://www.abm.se/leopolds/Skansenteatern.html. Läst 19 mars 2016.
4. ↑  ”Riksteaterpremiär i Ångermanland”. 23 januari 1954. s. 7. https://arkivet.dn.se/tidning/1954-01-23/21/7. Läst 6 januari 2022.
5. ↑  ”Holberg på Fredriksdal”. Dagens Nyheter:  s. 16. 16 maj 1959. https://arkivet.dn.se/tidning/1959-05-16/130/16. Läst 27 juni 2018.